# Plantepind
En plantepind eller priklepind er en spidset træpind til at lave huller i plantejord så plantefrø, stiklinger eller små planteløg kan plantes.  Plantepinde findes i mange udformninger fx lige plantepind, T-formet plantepind og L-formet plantepind.

## Historisk
Plantepinden har været kendt siden romerriget.